# Yuri Gavrilov
Yuri Vasilyevich Gavrilov (Setun, União Soviética, 3 de maio de 1953) é um treinador e ex-futebolista russo, medalhista olímpico em Moscou 1980.

## Carreira
Ele jogou na Seleção Soviética na Olimpíada de 1980 (onde ganhou o bronze) e na Copa do Mundo de 1982.